# 胞子嚢
胞子嚢（ほうしのう、英語：sporangium）とは、胞子をその中に形成する袋状の構造である。シダ類・コケ類・菌類などの隠花植物の様々な生物群に見られる。それぞれに胞子の性質が異なるため、構造や性質は分類群によって大きく異なる。それぞれの胞子に特定の名を持つ場合、胞子嚢もその名を冠した名が付く（例；接合胞子→接合胞子嚢）。なお、胞子が鞭毛を持って運動する場合、これを遊走子と呼ぶが、それを形成する胞子嚢は遊走子嚢と呼ばれる。
いずれにせよ、成熟すれば内部に少数から多数の胞子を閉じこめた袋になる。袋にはあらかじめ胞子を放出する構造がある場合、袋の壁が破れる、壊れるなどによって胞子を放出する場合などがある。たとえば蘚類の胞子嚢（蒴と呼ばれる）は、先端に口があり、未熟時にはその上に蓋がついており、成熟するとそれが外れて胞子が放出される。他方、ケカビでは胞子嚢壁そのものが溶けるようにして胞子が露出する。
胞子嚢内部に、胞子以外の構造が発達する例もある。粘菌の場合、網状の細網体という、胞子嚢を支持する構造がある。胞子嚢柄の延長部が胞子嚢内部に伸びている場合、これを柱軸という。また、苔類では胞子以外に紐状の細胞を生じ、これを弾糸という。これは胞子分散の役割を果たす。
藻類および菌類においては、一つの細胞の内容物が多数に分裂して胞子となる例が多く、このような場合、胞子嚢は単細胞、あるいはそれを支える柄を構成する細胞を含んだものから由来する場合が多い。この場合、胞子嚢の壁は細胞膜や細胞壁に由来するものとなる。
それに対して、シダ植物・コケ植物と車軸藻類では胞子嚢は多細胞の構造から作られ、胞子嚢の壁は多数の細胞から構成される。
胞子嚢が単独で構成されない場合もある。たとえばその柄の部分である胞子嚢柄が分枝をして、多数の胞子嚢を形成する場合や、生物体のある部分に胞子嚢が集まって形成される場合などである。後者の場合、胞子嚢群などという名で呼ばれることがある。菌類では基質上に菌糸が集まって胞子嚢を形成する場合がある。
胞子は一般に無性生殖のためのものと考えられることが多いため、胞子嚢は無性生殖器官と見なされがちである。しかし、実際には様々なものがある。たとえばケカビ目の胞子嚢胞子は体細胞分裂で形成されるので、完全な無性生殖である。しかし、シダ植物の胞子は減数分裂によって形成される。卵菌類の卵胞子は接合の結果作られる。後2者は、いずれも単独で発芽するので、無性生殖と言えなくはないが、明らかに有性生殖環を構成する一部である。これらはいずれも袋状の構造の中に形成される。

## シダ植物の場合

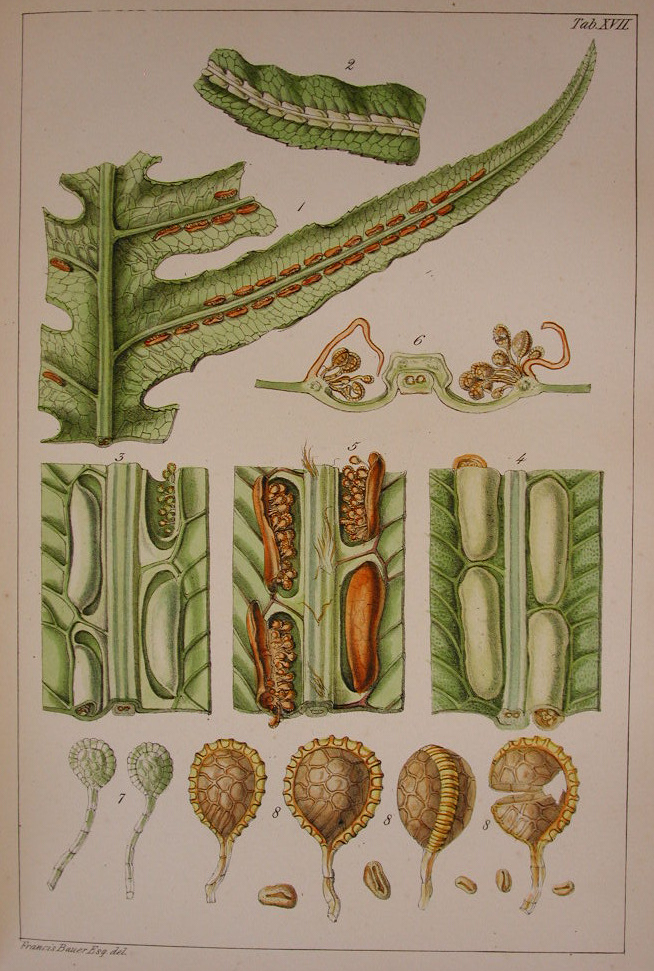
シシガシラ科のシダ、Woodwardia radicansの胞子嚢
(画)フランツ・バウアー

シダ植物門では、多くの場合、葉の裏面に一定の形に集まって胞子嚢を形成する。この胞子嚢の集まりを胞子嚢群、普通はソーラスと呼び、その形や配置は分類上重視される特徴である。また、胞子嚢群の上を被う葉の一部のような薄膜がある場合が多く、これを包膜（ほうまく）という。
一部では、胞子嚢をつける葉とつけない葉が分化する。その形がはっきりと区別できる場合、胞子嚢をつける葉を胞子葉と呼ぶ。胞子葉は、大抵は栄養葉より背が高くて細く、ほとんど光合成をする葉身の部分を退化させている場合もある。
胞子嚢は柄を持っており、本体は円盤状で、側面を厚い細胞壁を持った細胞が囲む。この部分は、胞子が熟すると乾燥によって縮み、それによって胞子嚢は裂け、内部の胞子を跳ね飛ばすようにして放出する。
ただし、上記のような構造とは大きく異なる胞子嚢を持つものもある。

## コケ植物の場合
コケ植物の胞子嚢は朔（さく、蒴）と呼ばれる。コケ植物は、大きく3つに分かれ、朔の構造は、それによって大きく異なる。
蘚類では、朔は先端に蓋があって、蓋が落ちるとそこにある口から胞子が放出される。口の周辺には朔歯と呼ばれる歯があって、胞子の放出に関わっている。
苔類では朔は丸っこくて口を持たず、朔の壁が裂けて胞子が放出される。朔の内部には弾糸と呼ばれるひも状の細胞があり、これの運動が胞子の散布を助ける。
ツノゴケ類では、朔は棒状で、裂けるようにして胞子を放出する。

## 菌類の場合
袋の中に胞子が形成されるのは、以下の3つの場合がある。
1. ツボカビ門・接合菌類において、体細胞分裂によって形成されるもの
2. 接合菌類において、配偶子嚢接合によって生じるもの
3. 子嚢菌類において、中に減数分裂で生じた胞子を含むもの

2は接合胞子嚢と呼ばれる。3は子嚢と呼ばれる。一般に、菌類で胞子嚢と呼ばれるのは1の場合である。
ツボカビ門では、胞子は鞭毛を持つので胞子嚢は遊走子嚢である。菌体すべてが遊走子嚢に変化するものを全実性という。これに対し、菌体の一部が遊走子嚢になるものを分実性という。また、菌体に遊走子嚢を1つだけ生じるものを単心性、複数の遊走子嚢を生じるものを多心性という。多生物の細胞内に寄生するものは全実性のものが多く、有機物表面に付着して仮根状菌糸をのばすものは分実性で単心性か多心性である。遊走子嚢には円形の蓋があってそれが開くことで遊走子を放出するものもある。
接合菌に見られる胞子嚢は、主としてケカビ目に見られ、分類群によって様々な特殊化したものがある。そのような例として小胞子嚢や分節胞子嚢があげられる。